# Светско првенство у кошарци 2010 — Група Д
Група Д на Светском првенству у кошарци 2010. је играла утакмице између 28. августа и 2. септембра 2010. Све утакмице ове групе су игране у Спортској хали Измир Халкапинар, Измир, Турска.
Група је била састављена од репрезентација Шпаније, Француске, Канаде, Литваније, Новог Зеланда и Либана. Четири најбоља тима су прошла у елиминациону фазу такмичења.

## 28. август

### Нови Зеланд — Литванија
| 28. август 16:00 | Извештај | Нови Зеланд                                                        | 79 : 92 | Литванија                                  | Спортска хала Измир Халкапинар, Измир Гледаоци: 3.500 Судије: Ентони Дивејн Џордан , Срдан Дозаи , Миливоје Јовчић |  |
| 28. август 16:00 | Извештај | Четвртине: 24:25, 10:25, 27:24, 18:19                              |         |                                            | Спортска хала Измир Халкапинар, Измир Гледаоци: 3.500 Судије: Ентони Дивејн Џордан , Срдан Дозаи , Миливоје Јовчић |  |
| 28. август 16:00 | Извештај | Поени: Пени 37 Скокови: Аберкромби 11 Асистенције: Камерун, Тејт 3 |         | Клејза 27 Клејза 8 Калнијетис, Мачијулис 4 | Спортска хала Измир Халкапинар, Измир Гледаоци: 3.500 Судије: Ентони Дивејн Џордан , Срдан Дозаи , Миливоје Јовчић |  |

### Канада — Либан
| 28. август 18:30 | Извештај | Канада                                                   | 71 : 81 | Либан                                           | Спортска хала Измир Халкапинар, Измир Гледаоци: 5.500 Судије: Луиђи Ламоника , Борис Рижик , Херос Аванесијан |  |
| 28. август 18:30 | Извештај | Четвртине: 20:20, 17:14, 21:23, 13:24                    |         |                                                 | Спортска хала Измир Халкапинар, Измир Гледаоци: 5.500 Судије: Луиђи Ламоника , Борис Рижик , Херос Аванесијан |  |
| 28. август 18:30 | Извештај | Поени: Ентони 17 Скокови: Кендал 11 Асистенције: Браун 6 |         | Ел Хатиб 31 Вроман, Ел Хатиб 8 Вроман, Рустом 3 | Спортска хала Измир Халкапинар, Измир Гледаоци: 5.500 Судије: Луиђи Ламоника , Борис Рижик , Херос Аванесијан |  |

### Француска — Шпанија
| 28. август 21:00 | Извештај | Француска                                                                | 72 : 66 | Шпанија                   | Спортска хала Измир Халкапинар, Измир Гледаоци: 7.200 Судије: Хорхе Васкез , Мајкл Ејлен , Хуан Хосе Фернандез |  |
| 28. август 21:00 | Извештај | Четвртине: 9:18, 18:10, 16:16, 29:22                                     |         |                           | Спортска хала Измир Халкапинар, Измир Гледаоци: 7.200 Судије: Хорхе Васкез , Мајкл Ејлен , Хуан Хосе Фернандез |  |
| 28. август 21:00 | Извештај | Поени: Желабал 16 Скокови: Дијао, Желабал 6 Асистенције: Боколо, Дијао 5 |         | Наваро 17 Гасол 7 Рубио 3 | Спортска хала Измир Халкапинар, Измир Гледаоци: 7.200 Судије: Хорхе Васкез , Мајкл Ејлен , Хуан Хосе Фернандез |  |

## 29. август

### Литванија — Канада
| 29. август 16:00 | Извештај | Литванија                                                 | 70 : 68 | Канада                           | Спортска хала Измир Халкапинар, Измир Гледаоци: 3.000 Судије: Луиђи Лемоника , Јакуб Замојски , Хуан Хосе Фернандез |  |
| 29. август 16:00 | Извештај | Четвртине: 12:20, 21:23, 22:14, 15:11                     |         |                                  | Спортска хала Измир Халкапинар, Измир Гледаоци: 3.000 Судије: Луиђи Лемоника , Јакуб Замојски , Хуан Хосе Фернандез |  |
| 29. август 16:00 | Извештај | Поени: Клејза 18 Скокови: Клејза 10 Асистенције: Поцјус 4 |         | Андерсон 15 Кендал 11 Андерсон 5 | Спортска хала Измир Халкапинар, Измир Гледаоци: 3.000 Судије: Луиђи Лемоника , Јакуб Замојски , Хуан Хосе Фернандез |  |

### Либан — Француска
| 29. август 18:30 | Извештај | Либан                                                    | 59 : 86 | Француска                    | Спортска хала Измир Халкапинар, Измир Гледаоци: 3.750 Судије: Ентони Дивејн Џордан , Миливоје Јовчић , Мајкл Ејлен |  |
| 29. август 18:30 | Извештај | Четвртине: 20:22, 8:20, 19:23, 12:23                     |         |                              | Спортска хала Измир Халкапинар, Измир Гледаоци: 3.750 Судије: Ентони Дивејн Џордан , Миливоје Јовчић , Мајкл Ејлен |  |
| 29. август 18:30 | Извештај | Поени: Вроман 19 Скокови: Фреије 8 Асистенције: Рустом 4 |         | Желабал 18 Махинми 9 Дијао 8 | Спортска хала Измир Халкапинар, Измир Гледаоци: 3.750 Судије: Ентони Дивејн Џордан , Миливоје Јовчић , Мајкл Ејлен |  |

### Шпанија — Нови Зеланд
| 29. август 21:00 | Извештај | Шпанија                                                     | 101 : 84 | Нови Зеланд                              | Спортска хала Измир Халкапинар, Измир Гледаоци: 2.700 Судије: Хорхе Васкез , Борис Рижик , Херос Аванесијан |  |
| 29. август 21:00 | Извештај | Четвртине: 28:19, 20:25, 29:19, 24:21                       |          |                                          | Спортска хала Измир Халкапинар, Измир Гледаоци: 2.700 Судије: Хорхе Васкез , Борис Рижик , Херос Аванесијан |  |
| 29. август 21:00 | Извештај | Поени: Гасол 22 Скокови: Фернандез 12 Асистенције: Рубио 11 |          | Пени 21 Вукона, Аберкромби e 6 Камерун 4 | Спортска хала Измир Халкапинар, Измир Гледаоци: 2.700 Судије: Хорхе Васкез , Борис Рижик , Херос Аванесијан |  |

## 30. август
Дан одмора.

## 31. август

### Нови Зеланд — Либан
| 31. август 16:00 | Извештај | Нови Зеланд                                                                       | 108 : 76 | Либан                           | Спортска хала Измир Халкапинар, Измир Гледаоци: 2.000 Судије: Борис Рижик , Јакуб Замојски , Хуан Хосе Фернандез |  |
| 31. август 16:00 | Извештај | Четвртине: 32:16, 19:16, 30:24, 27:20                                             |          |                                 | Спортска хала Измир Халкапинар, Измир Гледаоци: 2.000 Судије: Борис Рижик , Јакуб Замојски , Хуан Хосе Фернандез |  |
| 31. август 16:00 | Извештај | Поени: Пени 26 Скокови: Вукона, Аберкромби 7 Асистенције: Вукона, Џонс, Камерун 4 |          | Ел Хатиб 18 Ел Хатиб 7 Махмуд 4 | Спортска хала Измир Халкапинар, Измир Гледаоци: 2.000 Судије: Борис Рижик , Јакуб Замојски , Хуан Хосе Фернандез |  |

### Француска — Канада
| 31. август 18:30 | Извештај | Француска                                             | 68 : 63 | Канада                      | Спортска хала Измир Халкапинар, Измир Гледаоци: 3.850 Судије: Срдан Дозаи , Хорхе Васкез , Мајкл Ејлен |  |
| 31. август 18:30 | Извештај | Четвртине: 15:15, 13:13, 18:20, 22:15                 |         |                             | Спортска хала Измир Халкапинар, Измир Гледаоци: 3.850 Судије: Срдан Дозаи , Хорхе Васкез , Мајкл Ејлен |  |
| 31. август 18:30 | Извештај | Поени: Батум 24 Скокови: Батум 7 Асистенције: Дијао 5 |         | Кендал 15 Ентони 5 Кендал 3 | Спортска хала Измир Халкапинар, Измир Гледаоци: 3.850 Судије: Срдан Дозаи , Хорхе Васкез , Мајкл Ејлен |  |

### Шпанија — Литванија
| 31. август 21:00 | Извештај | Шпанија                                                                      | 73 : 76 | Литванија                                  | Спортска хала Измир Халкапинар, Измир Гледаоци: 7.000 Судије: Луиђи Ламоника , Ентони Дивејн Џордан , Миливоје Јовчић |  |
| 31. август 21:00 | Извештај | Четвртине: 22:11, 21:24, 21:18, 9:23                                         |         |                                            | Спортска хала Измир Халкапинар, Измир Гледаоци: 7.000 Судије: Луиђи Ламоника , Ентони Дивејн Џордан , Миливоје Јовчић |  |
| 31. август 21:00 | Извештај | Поени: Наваро, Гасол 18 Скокови: Фернандез 9 Асистенције: Гарбахоса, Лопез 3 |         | Клејза 17 Клејзта, Јавтокас 8 Калнијетис 5 | Спортска хала Измир Халкапинар, Измир Гледаоци: 7.000 Судије: Луиђи Ламоника , Ентони Дивејн Џордан , Миливоје Јовчић |  |

## 1. септембар

### Канада — Нови Зеланд
| 1. септембар 16:00 | Извештај | Канада                                                   | 61 : 71 | Нови Зеланд                  | Спортска хала Измир Халкапинар, Измир Гледаоци: 1.000 Судије: Борис Рижик , Миливоје Јовчић , Јакуб Замојски |  |
| 1. септембар 16:00 | Извештај | Четвртине: 8:11, 20:24, 13:12, 20:24                     |         |                              | Спортска хала Измир Халкапинар, Измир Гледаоци: 1.000 Судије: Борис Рижик , Миливоје Јовчић , Јакуб Замојски |  |
| 1. септембар 16:00 | Извештај | Поени: Шеперд 15 Скокови: Кендал 7 Асистенције: Кендал 4 |         | Пени 18 Аберкромби 10 Тејт 3 | Спортска хала Измир Халкапинар, Измир Гледаоци: 1.000 Судије: Борис Рижик , Миливоје Јовчић , Јакуб Замојски |  |

### Либан — Шпанија
| 1. септембар 18:30 | Извештај | Либан                                                              | 57 : 91 | Шпанија                | Спортска хала Измир Халкапинар, Измир Гледаоци: 3.200 Судије: Srdan Dozai , Luigi Lamonica , Херос Аванесијан |  |
| 1. септембар 18:30 | Извештај | Четвртине: 22:21, 10:22, 15:29, 10:19                              |         |                        | Спортска хала Измир Халкапинар, Измир Гледаоци: 3.200 Судије: Srdan Dozai , Luigi Lamonica , Херос Аванесијан |  |
| 1. септембар 18:30 | Извештај | Поени: Вруман 22 Скокови: Вруман 9 Асистенције: Абделнур, Вруман 2 |         | Гасол 25 Рејес Рубио 7 | Спортска хала Измир Халкапинар, Измир Гледаоци: 3.200 Судије: Srdan Dozai , Luigi Lamonica , Херос Аванесијан |  |

### Литванија — Француска
| 1. септембар 21:00 | Извештај | Литванија                                                     | 69 : 55 | Француска                | Спортска хала Измир Халкапинар, Измир Гледаоци: 7.100 Судије: Хорхе Васкез , Ентони Дивејн Џордан , Хуан Хосе Фернандез |  |
| 1. септембар 21:00 | Извештај | Четвртине: 11:24, 13:6, 28:11, 17:14                          |         |                          | Спортска хала Измир Халкапинар, Измир Гледаоци: 7.100 Судије: Хорхе Васкез , Ентони Дивејн Џордан , Хуан Хосе Фернандез |  |
| 1. септембар 21:00 | Извештај | Поени: Мачијулис 19 Скокови: Јавтокас 5 Асистенције: Клејза 3 |         | Батум 13 Дијао 6 Батум 3 | Спортска хала Измир Халкапинар, Измир Гледаоци: 7.100 Судије: Хорхе Васкез , Ентони Дивејн Џордан , Хуан Хосе Фернандез |  |

## 2. септембар

### Шпанија — Канада
| 2. септембар 16:00 | Извештај | Шпанија                                                           | 89 : 67 | Канада                                  | Спортска хала Измир Халкапинар, Измир Гледаоци: 1.855 Судије: Мајкл Ејлен , Борис Рижик , Хуан Хосе Фернандез |  |
| 2. септембар 16:00 | Извештај | Четвртине: 28:17, 14:20, 21:11, 26:19                             |         |                                         | Спортска хала Измир Халкапинар, Измир Гледаоци: 1.855 Судије: Мајкл Ејлен , Борис Рижик , Хуан Хосе Фернандез |  |
| 2. септембар 16:00 | Извештај | Поени: Васкез, Фернандез 19 Скокови: Рејес 9 Асистенције: Рубио 8 |         | Олиник 14 Ентони 6 Дорнкамп, Андерсон 2 | Спортска хала Измир Халкапинар, Измир Гледаоци: 1.855 Судије: Мајкл Ејлен , Борис Рижик , Хуан Хосе Фернандез |  |

### Либан — Литванија
| 2. септембар 18:30 | Извештај | Либан                                                             | 66 : 84 | Литванија                                                   | Спортска хала Измир Халкапинар, Измир Гледаоци: 4.300 Судије: Хорхе Васкез , Миливоје Јовчић , Јакуб Замојски |  |
| 2. септембар 18:30 | Извештај | Четвртине: 16:16, 16:23, 19:25, 15:20                             |         |                                                             | Спортска хала Измир Халкапинар, Измир Гледаоци: 4.300 Судије: Хорхе Васкез , Миливоје Јовчић , Јакуб Замојски |  |
| 2. септембар 18:30 | Извештај | Поени: Фахед 19 Скокови: Рустом, Абделнур 6 Асистенције: Рустом 5 |         | Сејбутис 17 Андриушкевичиус, Климавичијус 7 Делининкаитис 4 | Спортска хала Измир Халкапинар, Измир Гледаоци: 4.300 Судије: Хорхе Васкез , Миливоје Јовчић , Јакуб Замојски |  |

### Нови Зеланд — Француска
| 2. септембар 21:00 | Извештај | Нови Зеланд                                             | 82 : 70 | Француска                     | Спортска хала Измир Халкапинар, Измир Гледаоци: 3.215 Судије: Луиђи Ламоника , Срдан Дозаи , Херос Аванесијан |  |
| 2. септембар 21:00 | Извештај | Четвртине: 17:20, 22:5, 19:18, 24:27                    |         |                               | Спортска хала Измир Халкапинар, Измир Гледаоци: 3.215 Судије: Луиђи Ламоника , Срдан Дозаи , Херос Аванесијан |  |
| 2. септембар 21:00 | Извештај | Поени: Пени 25 Скокови: Вукона 6 Асистенције: Камерун 6 |         | Боколо 13 Пјетрус 8 де Коло 4 | Спортска хала Измир Халкапинар, Измир Гледаоци: 3.215 Судије: Луиђи Ламоника , Срдан Дозаи , Херос Аванесијан |  |

## Табела
| Табела групе Д | ИГ | Д | И | П+  | П-  | Разл. | Бод. |
| -------------- | -- | - | - | --- | --- | ----- | ---- |
| Литванија      | 5  | 5 | 0 | 391 | 341 | +50   | 10   |
| Шпанија        | 5  | 3 | 2 | 420 | 356 | +64   | 8    |
| Нови Зеланд    | 5  | 3 | 2 | 424 | 400 | +24   | 8    |
| Француска      | 5  | 3 | 2 | 351 | 339 | +12   | 8    |
| Либан          | 5  | 1 | 4 | 339 | 440 | -101  | 6    |
| Канада         | 5  | 0 | 5 | 330 | 379 | -49   | 5    |